# جوليوس فان ساويرس
جوليوس فان ساويرس (بالهولندية: Julius van Sauers)‏ مواليد 1 يوليو 1995، هو لاعب كرة سلة هولندي. يبلغ طوله 6 قدم 7 بوصة (2.0 م). مثّل منتخب هولندا لكرة السلة.

## روابط خارجية
- جوليوس فان ساويرس على موقع الاتحاد الدولي لكرة السلة (الإنجليزية)
- جوليوس فان ساويرس على موقع الدوري الأوروبي لكرة السلة (الإنجليزية)
- جوليوس فان ساويرس على موقع كرة السلة الأوروبية.كوم (الإنجليزية)
- جوليوس فان ساويرس على موقع كلية كرة السلة في سبورتس رفرنس.كوم (الإنجليزية)
- جوليوس فان ساويرس على موقع ريلجم (الإنجليزية)
- جوليوس فان ساويرس على موقع بروبوليرز (الإنجليزية)